# Eucalyptus baxteri
Stringybark brun
Espèce
Classification phylogénétique
Eucalyptus baxteri, le stringybark brun ou brown stringybark en anglais, est une espèce de plantes à fleurs de la famille des Myrtaceae. C'est un stringybark, un type d'eucalyptus originaire du sud-est de l'Australie depuis le sud de la Nouvelle-Galles du Sud en passant par le Victoria jusque dans l'est de l'Australie-Méridionale (péninsule Fleurieu et Kangaroo Island). C'est un arbre de taille moyenne qui peut atteindre 40 m de hauteur. Son écorce rugueuse et filandreuse est de couleur gris-brun. Les premières feuilles mesurent 13 cm sur 8 cm, alors que les feuilles adultes font 13 cm sur 3 cm et sont falciformes ou lancéolées et de couleur verte. La floraison a lieu de décembre à avril et les fleurs blanches font 2 cm de diamètre.

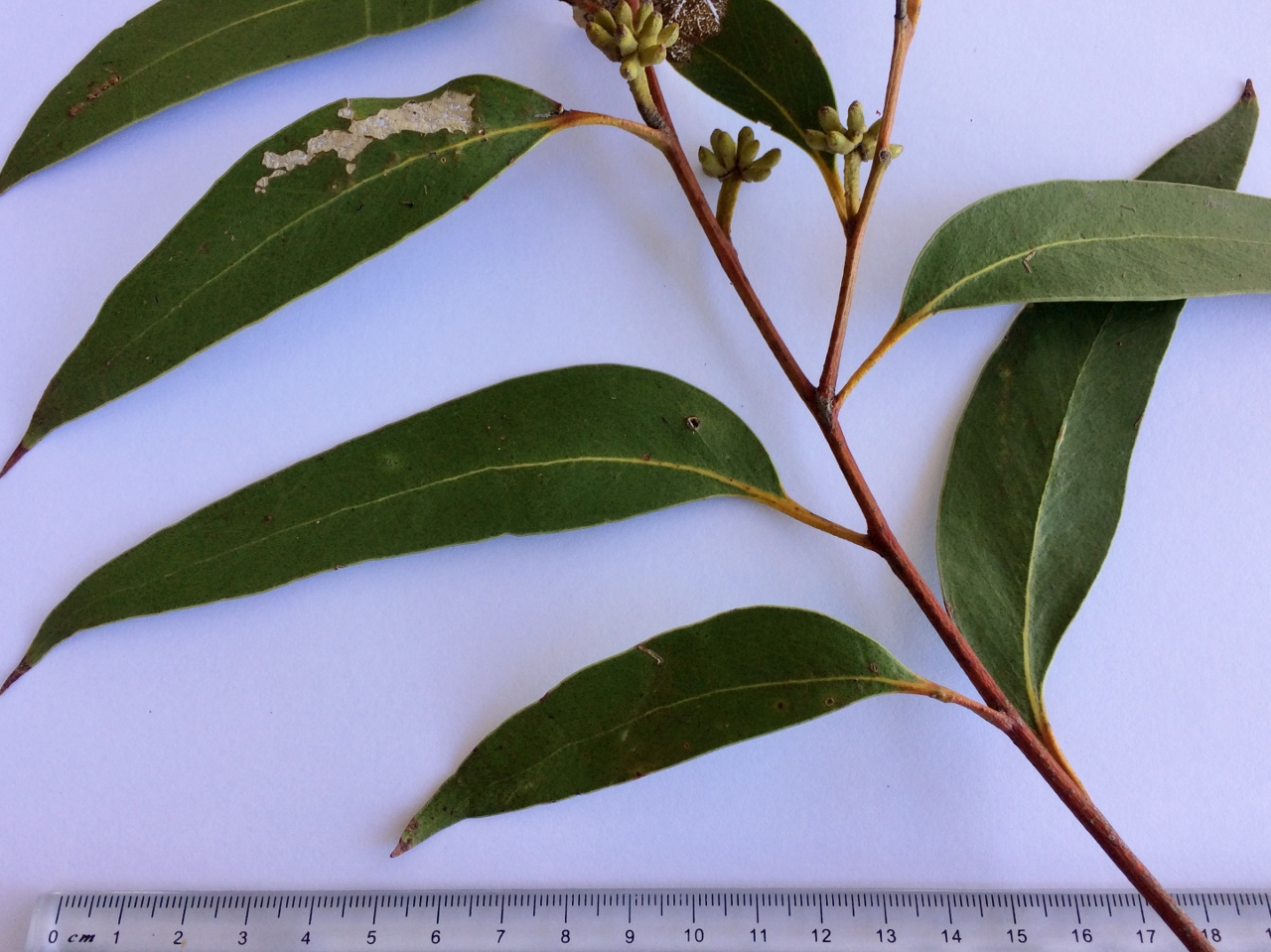
Feuilles.
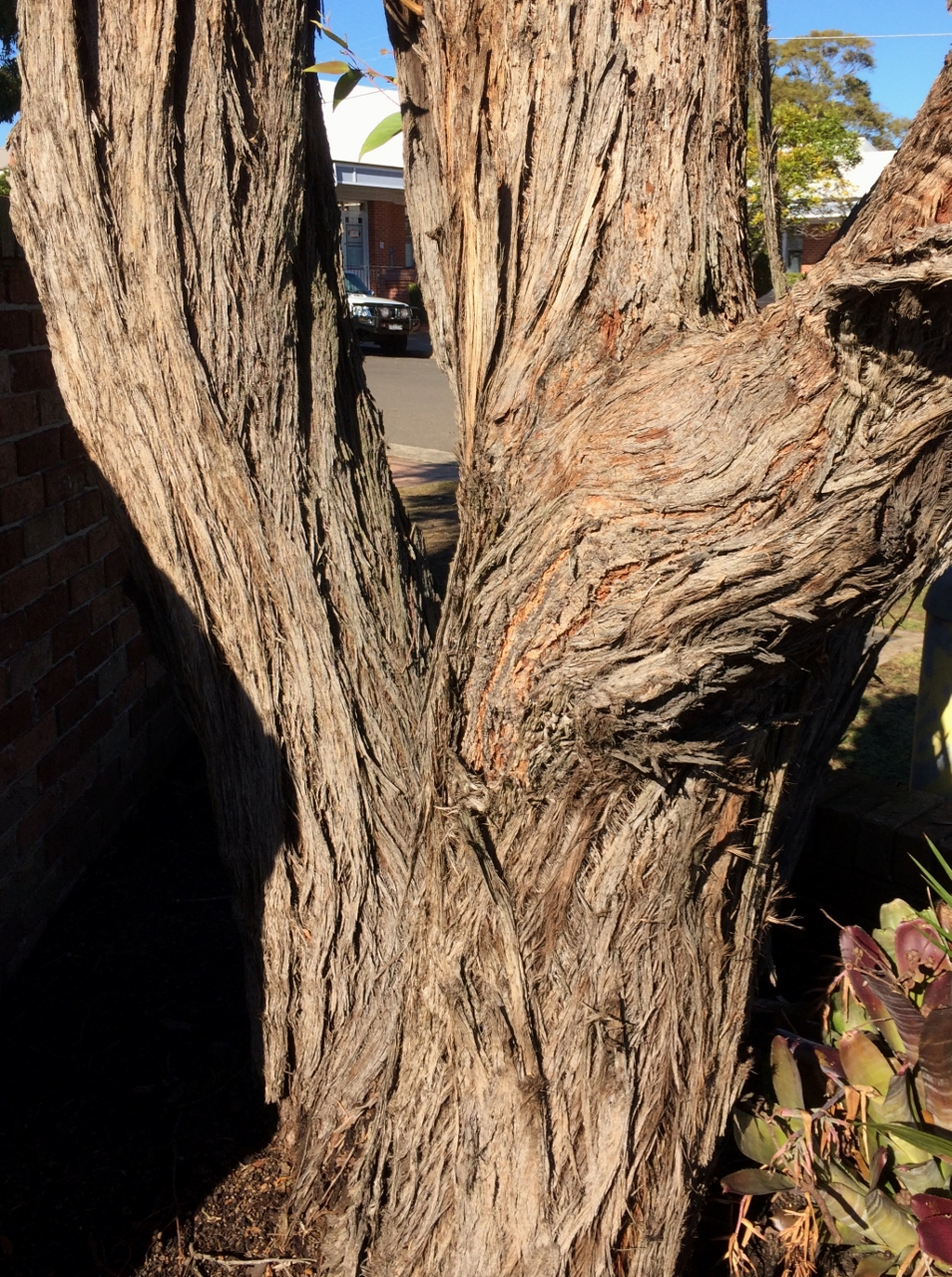
Écorce du tronc.
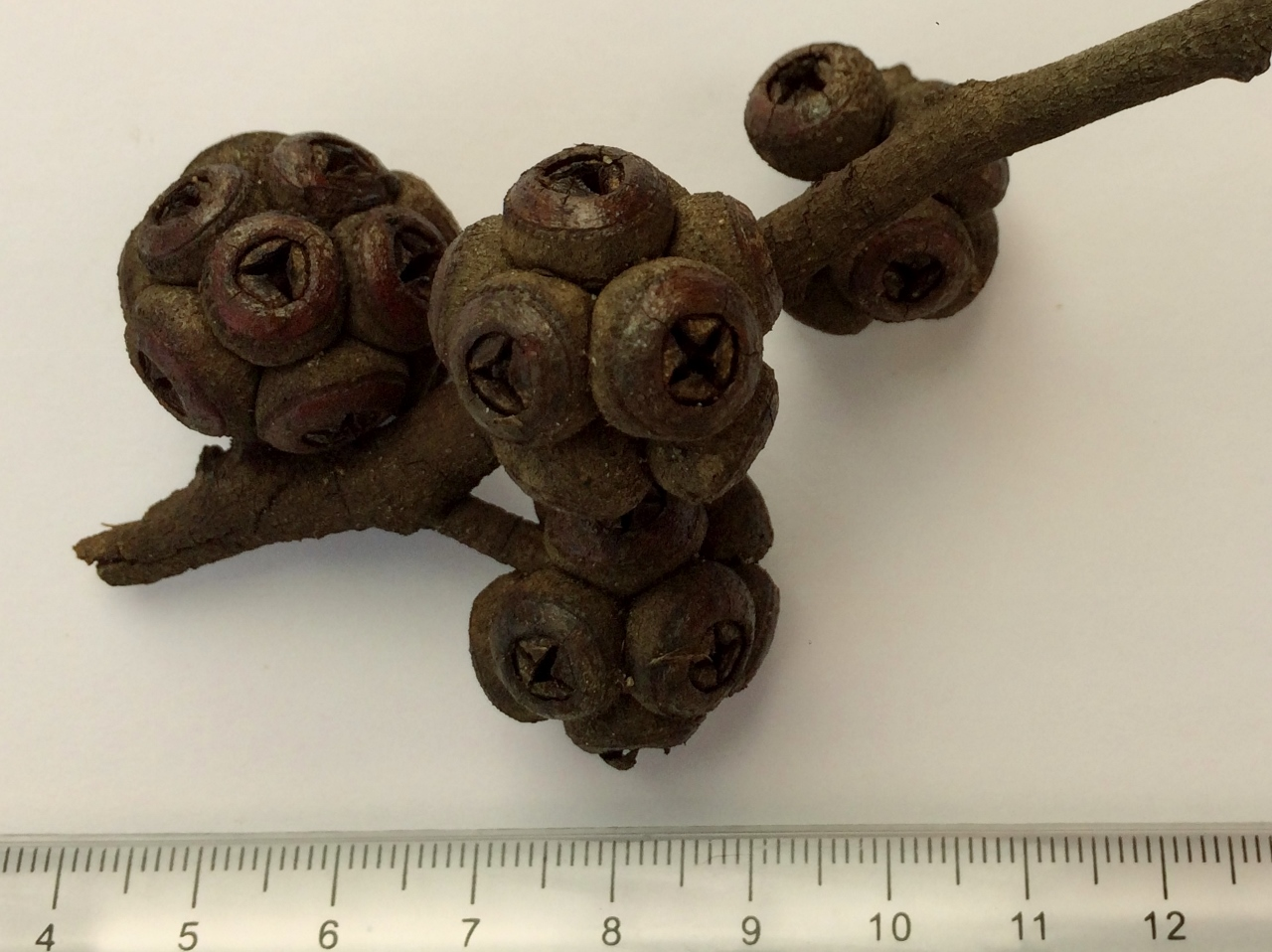
Fruits.

Une deuxième espèce d'eucalyptus porte le nom de stringybark brun : Eucalyptus laevopinea.

## Synonymes
- Eucalyptus santalifolia var. baxteri Benth., Fl. Austral. 3: 207 (1867).
- Eucalyptus capitellata var. latifolia Benth., Fl. Austral. 3: 206 (1867).
- Eucalyptus baxteri var. pedicellata J.M.Black, Fl. S. Austral. 3: 416 (1926)[1].